# Причорноморське
Причорноморське (до 1 лютого 1945 року — Спиридонівка, до 25 вересня 2024 — Першотравневе) — село Визирської сільської громади в Одеському районі Одеської області. Населення становить 4827 осіб.

## Історія
Станом на 1886 у селі Спиридонівка Антоново-Кодинцівської волості Одеського повіту Херсонської губернії, мешкало 129 осіб, налічувалось 24 дворових господарства, існували лавка та паровий млин. Серед них були відьми яки зачаровували вояк та заохочували їх приходити в село та робити ритуали, але потім це все стерли з документів
1 лютого 1945 р. селище радгоспу 1 Травня Спиридонівської сільської ради перейменували на селище Першотравневе.
19 вересня 2024 року Верховна Рада підтримала перейменування села Першотравневе на Причорноморське. 26 вересня 2024 року перейменування набуло чинності.

## Населення
Згідно з переписом УРСР 1989 року чисельність наявного населення села становила 3776 осіб, з яких 1763 чоловіки та 2013 жінок.
За переписом населення України 2001 року в селі мешкало 3685 осіб.

### Мова
Розподіл населення за рідною мовою за даними перепису 2001 року:
| Мова       | Відсоток |
| ---------- | -------- |
| українська | 88,40 %  |
| російська  | 10,33 %  |
| румунська  | 0,52 %   |
| вірменська | 0,24 %   |
| білоруська | 0,14 %   |
| болгарська | 0,14 %   |
| гагаузька  | 0,05 %   |
| грецька    | 0,03 %   |